# Saint Vincent e Grenadine ai Giochi paralimpici
Saint Vincent e Grenadine è presente ai Giochi paralimpici estivi dall'edizione che si tenne nel 2021 a Tokyo, in cui ha partecipato con un atleta nella disciplina del nuoto paralimpico. Da allora ha partecipato ad ogni edizione delle Paralimpiadi estive, senza mai vincere medaglie. Non ha mai partecipato ai Giochi paralimpici invernali.

## Medagliere

### Giochi paralimpici estivi
| Giochi      | Oro | Argento | Bronzo | Totale | Pos. |
| ----------- | --- | ------- | ------ | ------ | ---- |
| Tokyo 2020  | 0   | 0       | 0      | 0      | -    |
| Parigi 2024 | 0   | 0       | 0      | 0      | -    |
| Totale      | 0   | 0       | 0      | 0      | -    |